# Playtronic
Playtronic est un développeur de jeux numériques , et était l'un des plus importants fabricants brésiliens de jeux vidéo et de jouets, basé à Manaus, au Brésil, et était une coentreprise entre les sociétés Gradiente Industrial S.A. (entreprise d'électronique grand public) et Estrela (fabricant de jouets). La société a été fondée le 15 mars 1993, dont l'objectif initial était de fabriquer et de distribuer des produits de Nintendo en dehors du Japon pour le marché brésilien, en concurrence directe avec TecToy, représentant de Sega dans le pays. Depuis 2016, Playtronic développe des jeux pour Android et Xbox.

## 1993-1996 Playtronic
Nintendo est arrivée sur le territoire brésilien grâce à un partenariat avec les sociétés nationales Gradiente et Estrela, qui ont signé un accord avec Nintendo en 1992, formant Playtronic Industrial ltda. le 17 mars 1993, l'annonce de la fusion a attiré l'attention des médias, considérant que Playtronic était la première société au monde à fabriquer des produits Nintendo en dehors du Japon. Peu de temps après, la Super Nintendo Entertainment System a été la première console à être annoncée. produit le 24 août 1993, adapté pour le système de télévision analogique PAL-M du Brésil. Même avec un lancement tardif, le succès de ses ventes a conquis 60 % du segment local des consoles de jeux vidéo 16 bits en avril 1995.
La Nintendo Entertainment System fut la prochaine console à être produite. Mais même après le début des ventes, le marché brésilien était depuis longtemps saturé par des consoles de contrebande (de Chine et de Taiwan) et Clones locaux - l'un des plus réussis est le Phantom System, fabriqué par Gradiente lui-même. De ce fait, le lancement très tardif et les prix élevés des produits sous licence Nintendo, les ventes ont été très faibles. Avec tous Dans ce scénario, les clones de la NES et le Master System de TecToy étaient toujours les consoles de jeux vidéo 8 bits les plus vendues dans le pays.
L'usine se trouvait à Manaus et a commencé la production de ses produits sur la Rua Carvalho Leal, Bairro Cachoeirinha.
Jusqu'à sa dernière année en 1996, Playtronic a également proposé le Game Boy, le Virtual Boy et la Nintendo 64 au consommateur brésilien. Mais en raison d'un problème de trésorerie à long terme, Estrela a vendu 50 % de sa participation dans Playtronic à Gradiente pour 7,3 millions de dollars américains, mettant ainsi fin à la coentreprise. Après cela, Gradiente Entertainment Ltda. était la division créée pour succéder à la représentation locale de Nintendo jusqu'en 2003, date à laquelle ils ont quitté le secteur des jeux vidéo en raison de plusieurs facteurs, notamment le taux de change élevé du dollar, la réduction du revenu familial moyen et la forte diffusion du piratage au Brésil.

## Traduction du jeu
Playtronic — comme TecToy, son concurrent local — investi dans la traduction de certains titres en Portugais.
Le jeu Super Copa pour la Super NES se démarque, qui est une version du jeu Tony Meola's Sidekicks Soccer. Le jeu présentait, en plus des textes en portugais et en espagnol, des publicités de sociétés opérant au Brésil, telles que Adidas et Elma Chips et était la seule exclusivité Playtronic.

## La fin du partenariat
En 1996, Estrela a vendu sa part dans la société, cessant ainsi d'exister Playtronic, née de la fusion Estrela/Gradiente. Dès lors, elle a été rebaptisée Gradiente Entertainment Ltda. Jusqu'en décembre 2000, les ventes combinées s'élevaient à 2 millions de matériel et 2,5 millions de logiciels. Cela signifie que le marché des jeux au Brésil a généré 200 millions de reais avec Nintendo.
Cependant, au début de l'année 2003, Gradiente a arrêté de fabriquer et de vendre, de son propre choix, la gamme de jeux vidéo dans le pays, mettant ainsi fin au partenariat avec Nintendo au Brésil.

## Actualités Playtronic
Après 10 ans d'abandon complet, Playtronic a été rachetée en 2013 par le programmeur Leandro Mattos, dans le but d'empêcher le peuple brésilien d'oublier la marque. En 2016, il a commencé à développer ses propres jeux pour Android et a commencé en 2024 la production de jeux pour Xbox.